# Karmansbo

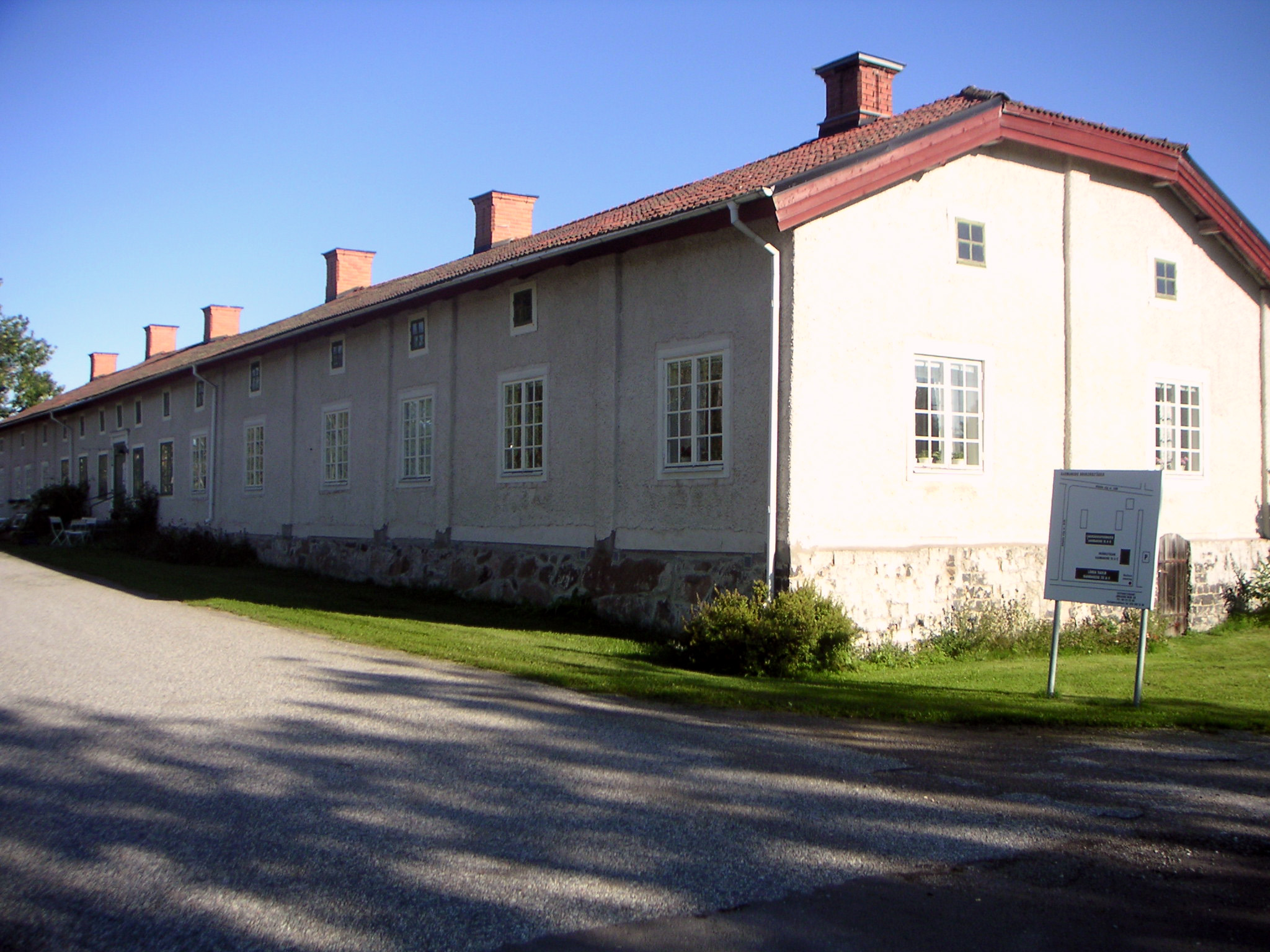
Smedbostäder "Långa Raden".

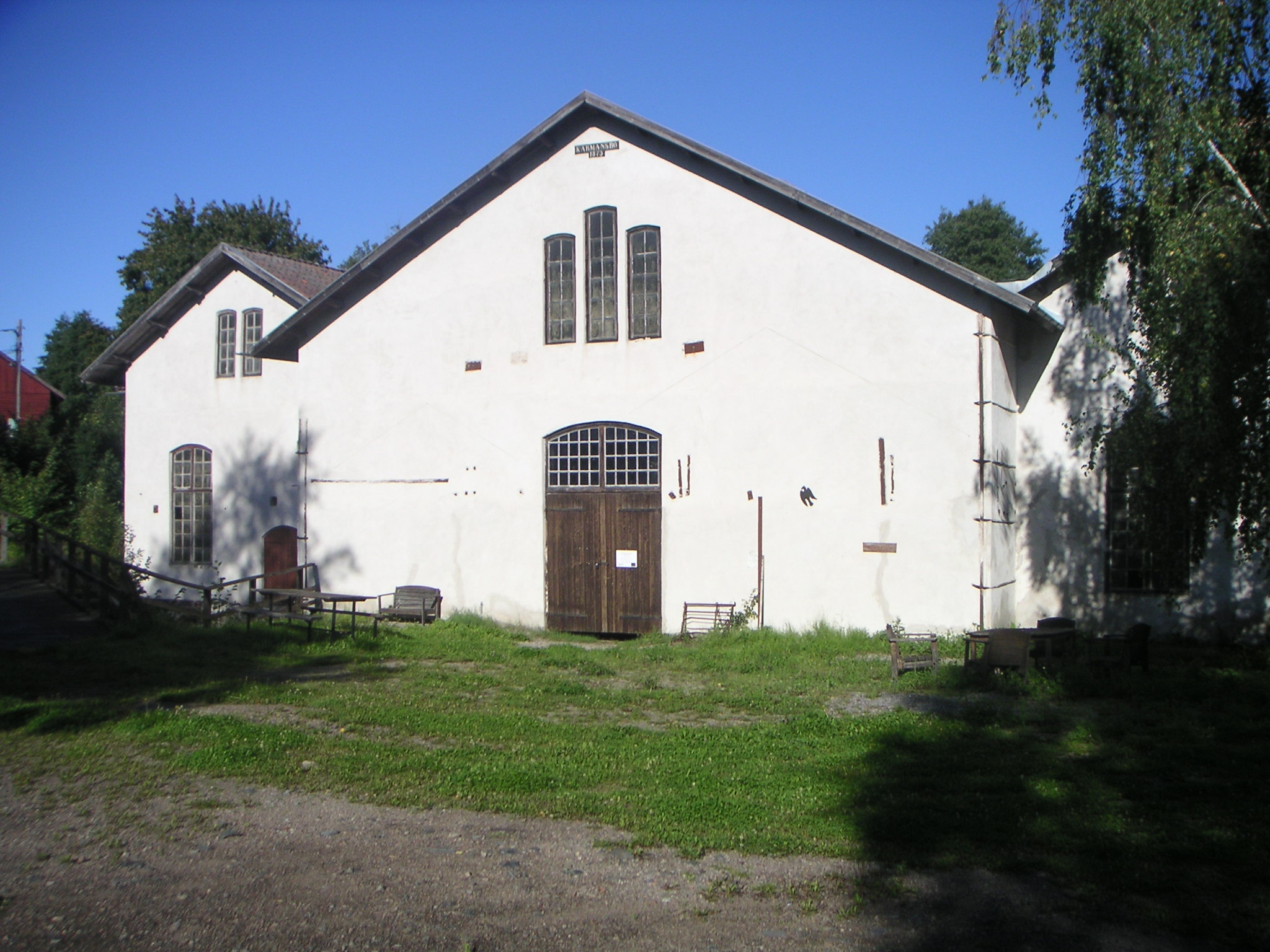
Lancashiresmedjan.

Karmansbo är en småort i Hed socken i Skinnskattebergs kommun vid Hedströmmen. I Karmansbo finns Sveriges och troligen världens enda lancashiresmedja i museal drift. Bruket drivs av Hembygdsföreningen Karmansbo bruksmiljö som bildades 1993 och är en del av Ekomuseum Bergslagen.
Karmansbo Bruksmiljö blev utsett till Årets Arbetslivsmuseum 2022. Länsstyrelsen utsåg bruket som byggnadsminne 2013. 

## Historia
Äldsta belägget för namnet Karmansbo är från början av 1400-talet, då det benämns karmansbodhum. "Karmansbo" kommer av det medeltida mansnamnet Karlman. Karmansbo hammare anlades troligen på 1580-talet vid Hedströmmen, då under namnet Frülichhammaren. Det har emellertid antagligen funnits hammarsmedjor området innan, redan 1565 omnämns nämligen Gamlehammar. Att man sedan felaktigt antagit att Karmansbo skulle anlagts 1611 beror på smedjan innan förefallit varit ofrälse, men att den från detta år blivit skattebefriad och namnet Karmansbo hammare etablerats.
År 1690 köpte bergmästare Peter Schönström Karmansbo hammare. Det är sannolikt att det var bergmästare Schönström som samlade de egendomar och skogar som kom att tillhöra Karmansbo ägor. Schönström avled redan 1692, och Karmansbo tillföll barnen, fru Woltemat, fru Sara Helena Löth-Örnsköld och sonen Abraham David Schönström. 1756 övertogs Karmansbo av en yngre medlem, Mårten Ludvig Örnsköld, en son till Johan Löth-Örnsköld och Sara Helena Schönström.
När Örnsköld dog 1791 såldes Karmansbo till brukspatron Joachim Vretman som innehade bruket till 1812.
År 1812 tog handelshuset Jacob Schmidt i Stockholm över bruket och bildade Karmansboverken som förutom Karmansbo bestod av grannbruken Norrhammar, Holm-, Bäck- och Nyhammar. Sammanlagt blev detta sju härdar. Hellsjöns masugn började med leveranser till Nyhammars bruk.
År 1819 köptes Karmansbo av friherre C J af Nordin och C E Kurck. 1837 blev Nordin ensam ägare till Karmansboverken fram till 1846. 
Den 28 augusti 1847 inropades hela Karmansboverken jämte Hellsjöns masugn på konkursauktion av handelshuset Schön & Co i Stockholm. 1855 blev den ene delägaren i firman, Johan Gustav Schwan, ensam ägare till bruket. Han lät genomföra en koncentration av driften från många små smedjor längs Hedströmmen till den större vid Karmansbo. Den 23 april 1881 ombildades bruket till aktiebolag under namnet Karmansbo AB. Karmansbo kom att utvecklas till ett av de större stångjärnsbruken i Västmanland. Vid sekelskiftet 1900, när tillverkningen var som störst med ca. 5000 ton stångjärn per år, sysselsattes ett 75-tal arbetare i smedjan. Tillgång till järnväg fanns via den år 1866 öppnade Köping–Uttersbergs Järnväg (KUJ), senare Köping–Uttersberg–Riddarhyttans Järnväg (KURJ). Järnvägen, vilken var smalspårig, lades dock ned 1966–1968.
Åren 1870–73 moderniserades bruket, vilket bl.a. innebar att det gamla tysksmidet ersattes av det produktivare lancashiresmidet. Samtidigt installerades en blåsmaskin och ett valsverk. Det tackjärn som smederna vid Karmansbo bruk förädlade till smidesjärn kom ursprungligen från flera olika masugnar i trakten. Från början av 1900-talet började emellertid merparten levereras från Lienshyttan i Riddarhyttan. Tackjärnet smältes sedan ned i smedjans lancashireugnar (vilka är satta i stånd) vid Karmansbo och bearbetades så att kolhalten reducerades. Smederna framställde genom denna process ett mycket högklassigt järn, lämpligt för tillverkning av olika typer av redskap, vilket sedan kom att säljas över hela världen. Till Karmansbo bruk hörde även tegelbruk, sågverk och jordbruk. Verksamheten nedlades år 1958. 
Stora delar av smedjan förstördes under vårfloden 1977, och det var högst tveksamt om det skulle gå att restaurera den. Man lyckades dock göra det, och sedan 1982 ägs smedjan av Skinnskattebergs kommun och ingår i Ekomuseum Bergslagen.

## Sevärdheter
Karmansbo bruk är idag en av landets mest välbevarade och sammanhållna bruksmiljöer med herrgård, arbetarbostäder, lancashiresmedja, med labbi, klensmedja, kolhus och brukskontor.
Under 1970- och 80-talet restaurerades lancashiresmedjan och dess maskineri vilket gjort att mumblingshammaren, vilken väger 7,5 ton, åter kan höras. Vattenhjulet är rekonstruerat, räckhammaren, valsverket, blåsmaskinen, lancashirehärdarna är iståndsatta vilket gör Karmansbo till en levande anläggning.
På "Järnets dag" visas årligen bruket i drift. Man kör blåsmaskin, eldar i lancashirehärden och kör mumblinghammaren samt valsverket.
En arbetarbostad från sekelskiftet finns även inredd i smedslängan som ligger ovanför smedjan. Herrgården från 1759 fungerar numera som kursgård.
Karmansbo bruk förklarades av länsstyrelsen i Västmanland som byggnadsminne i februari 2013. 

## Bilder

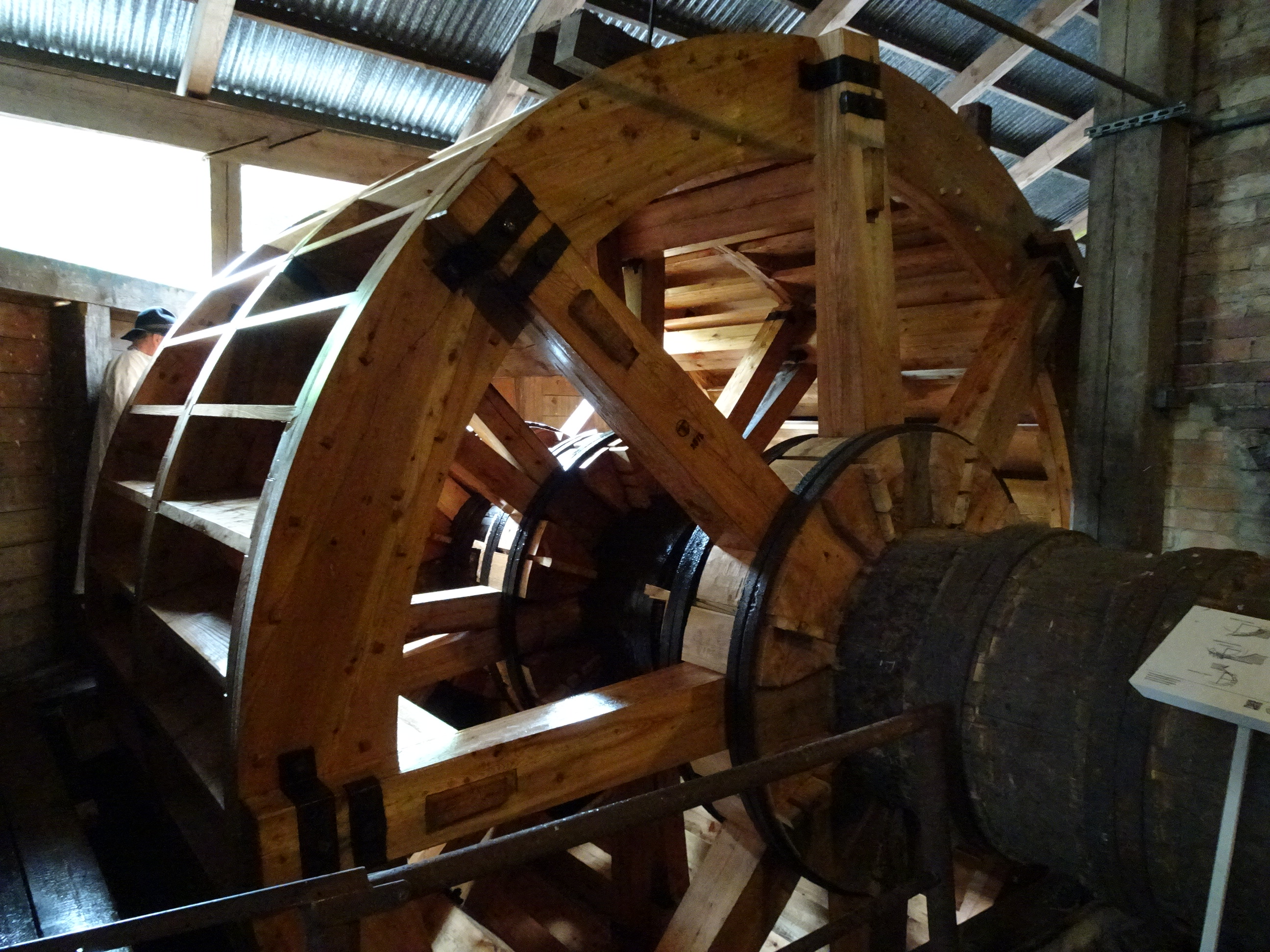
Det nya vattenhjulet juli 2016.
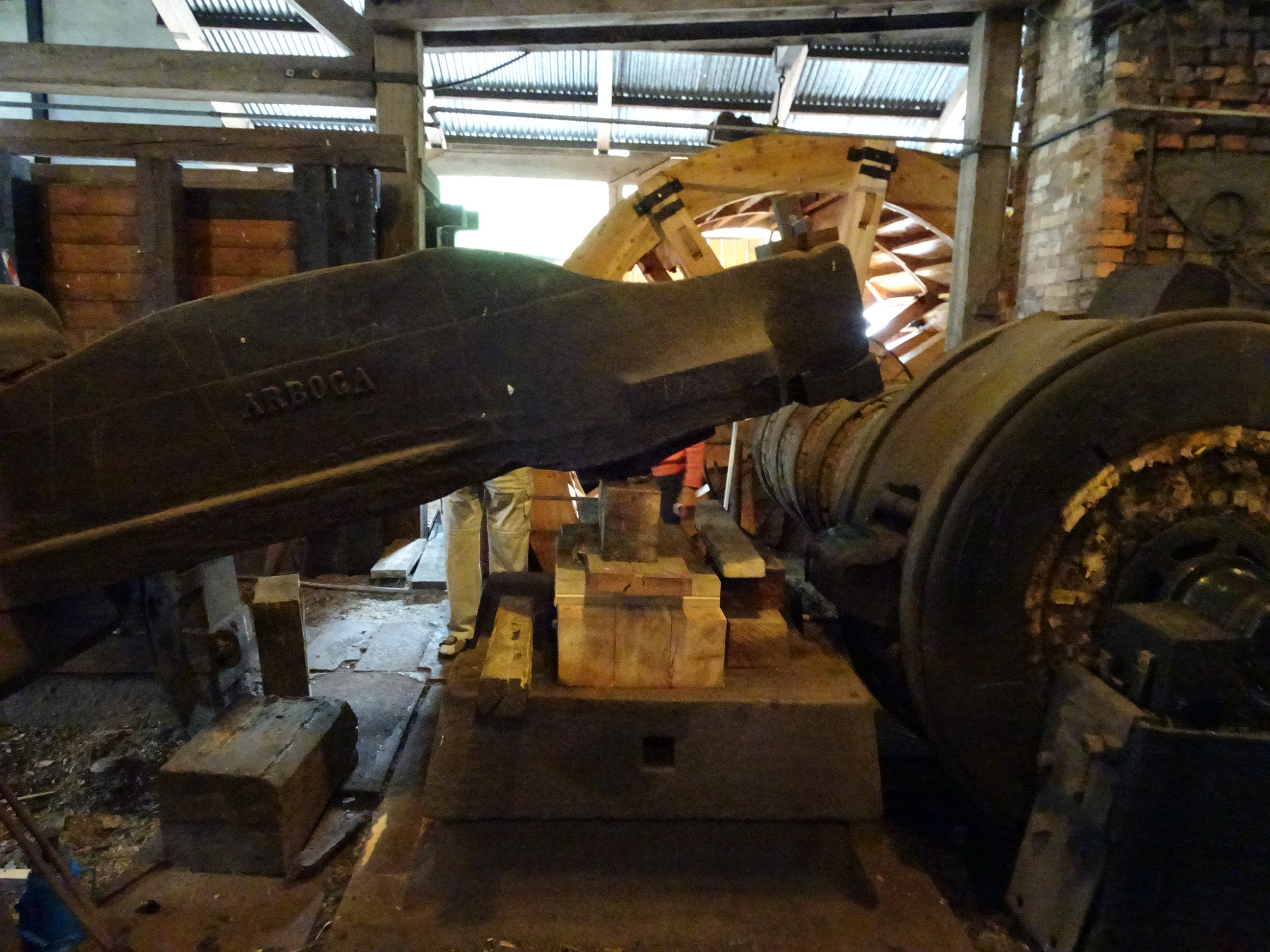
Mumblingshammaren.
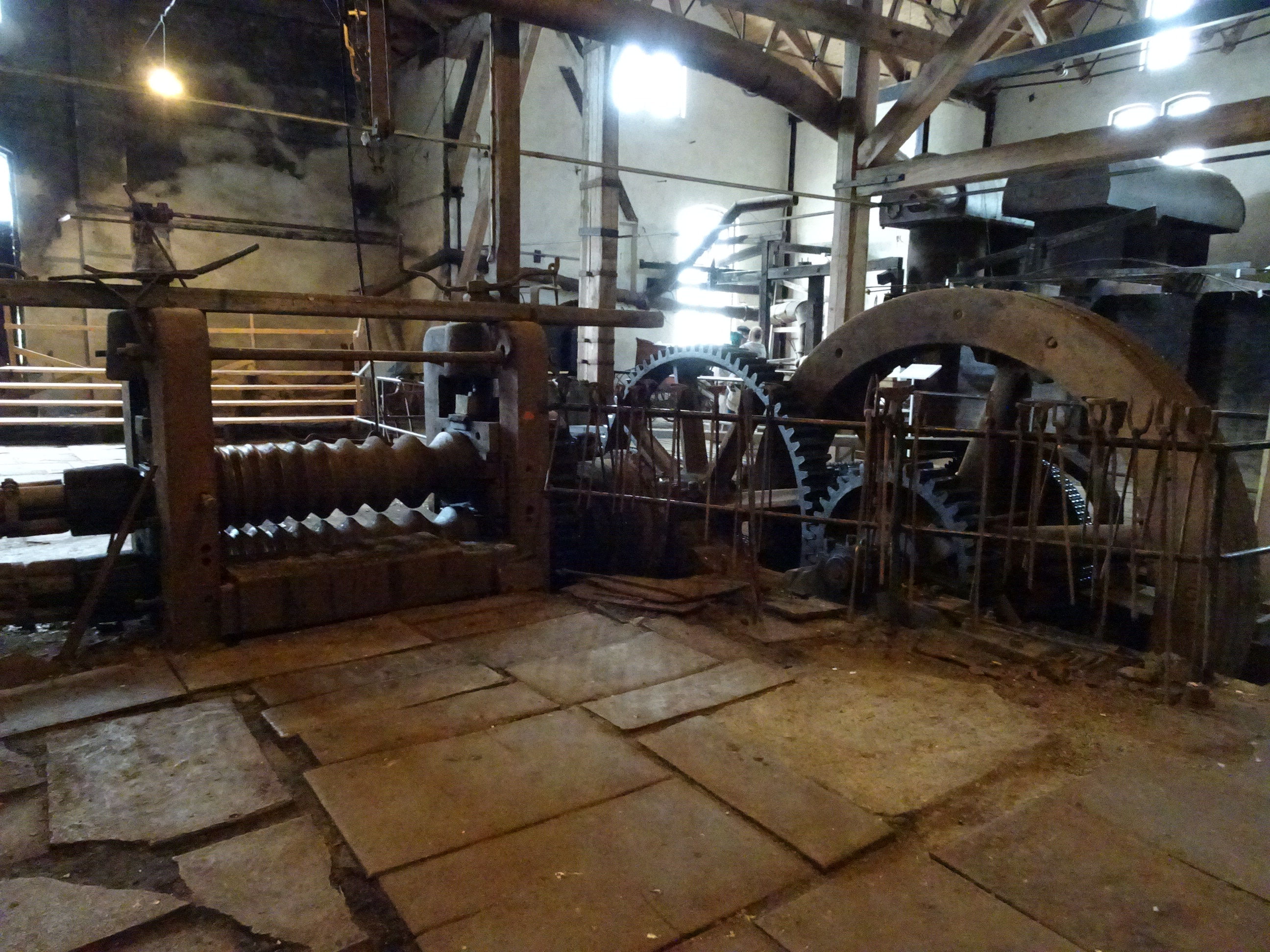
Valsverket.
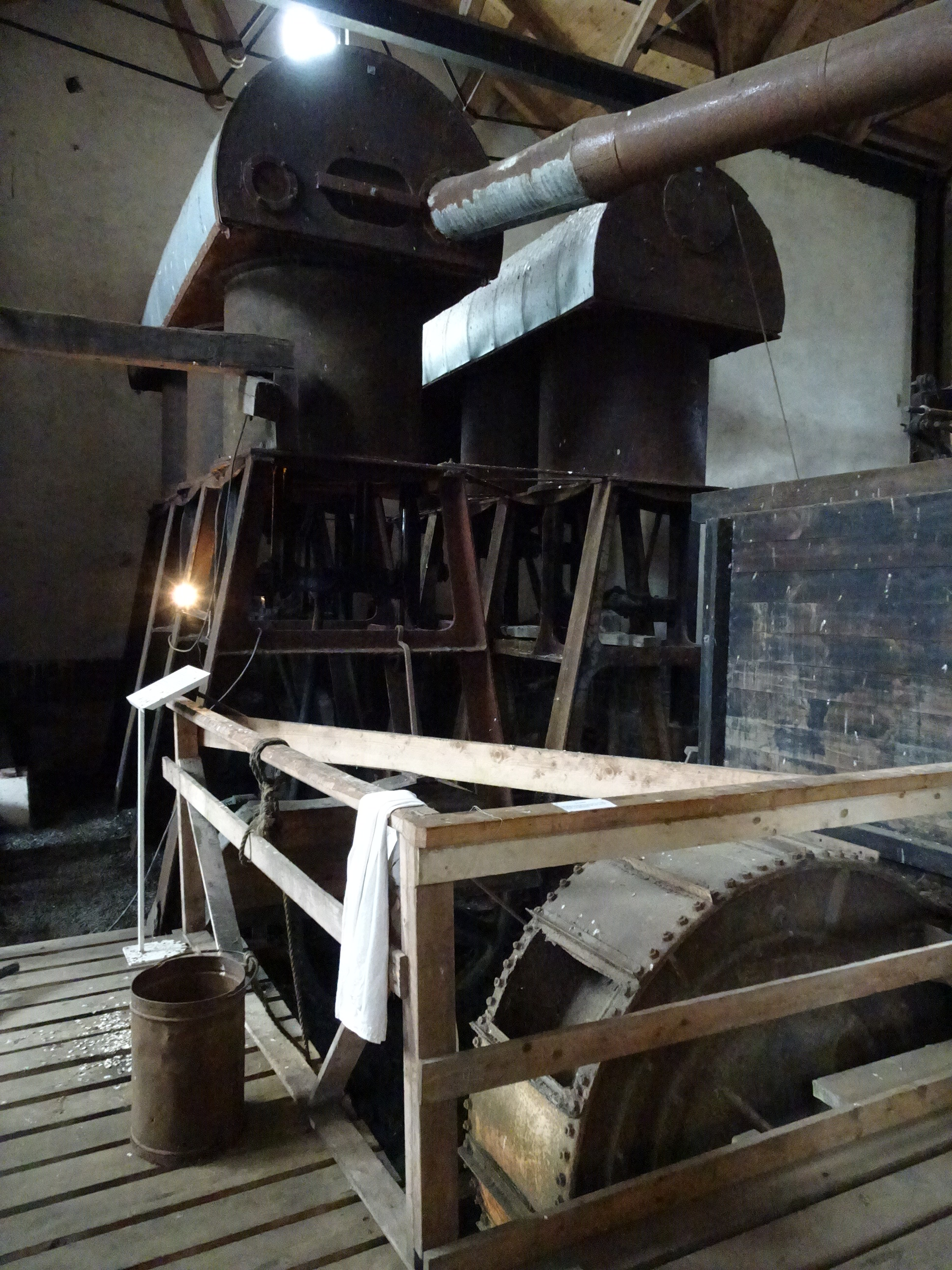
Blåsmaskinerna med vattenturbin.